# Trạch quạch
Trạch quạch hay còn gọi kiền kiện, muồng cườm, cườm rắn (danh pháp khoa học: Adenanthera pavonina) là một loài thực vật có hoa trong họ Đậu. Loài này được Carl Linnaeus miêu tả khoa học đầu tiên năm 1753.

## Hình ảnh

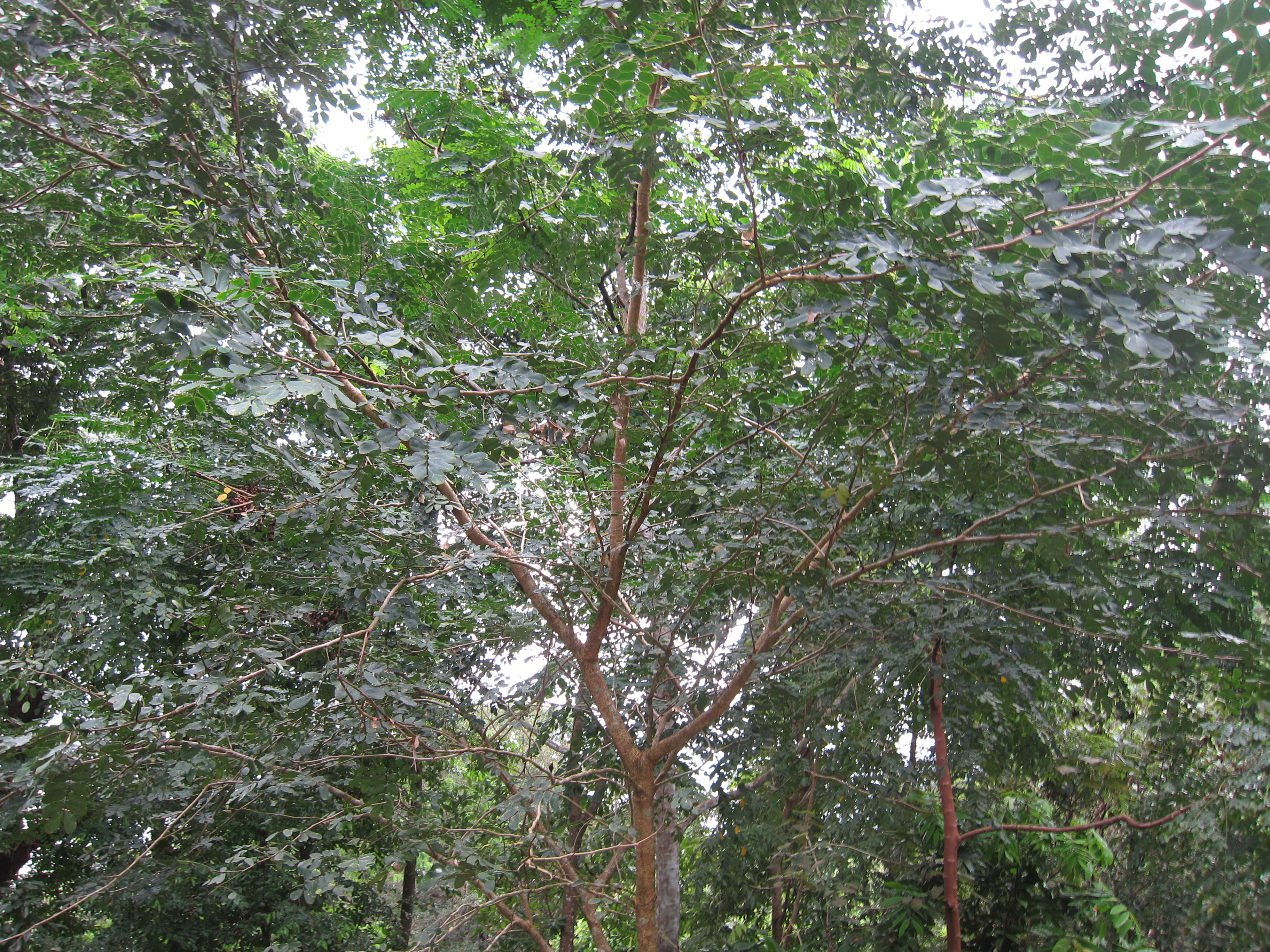
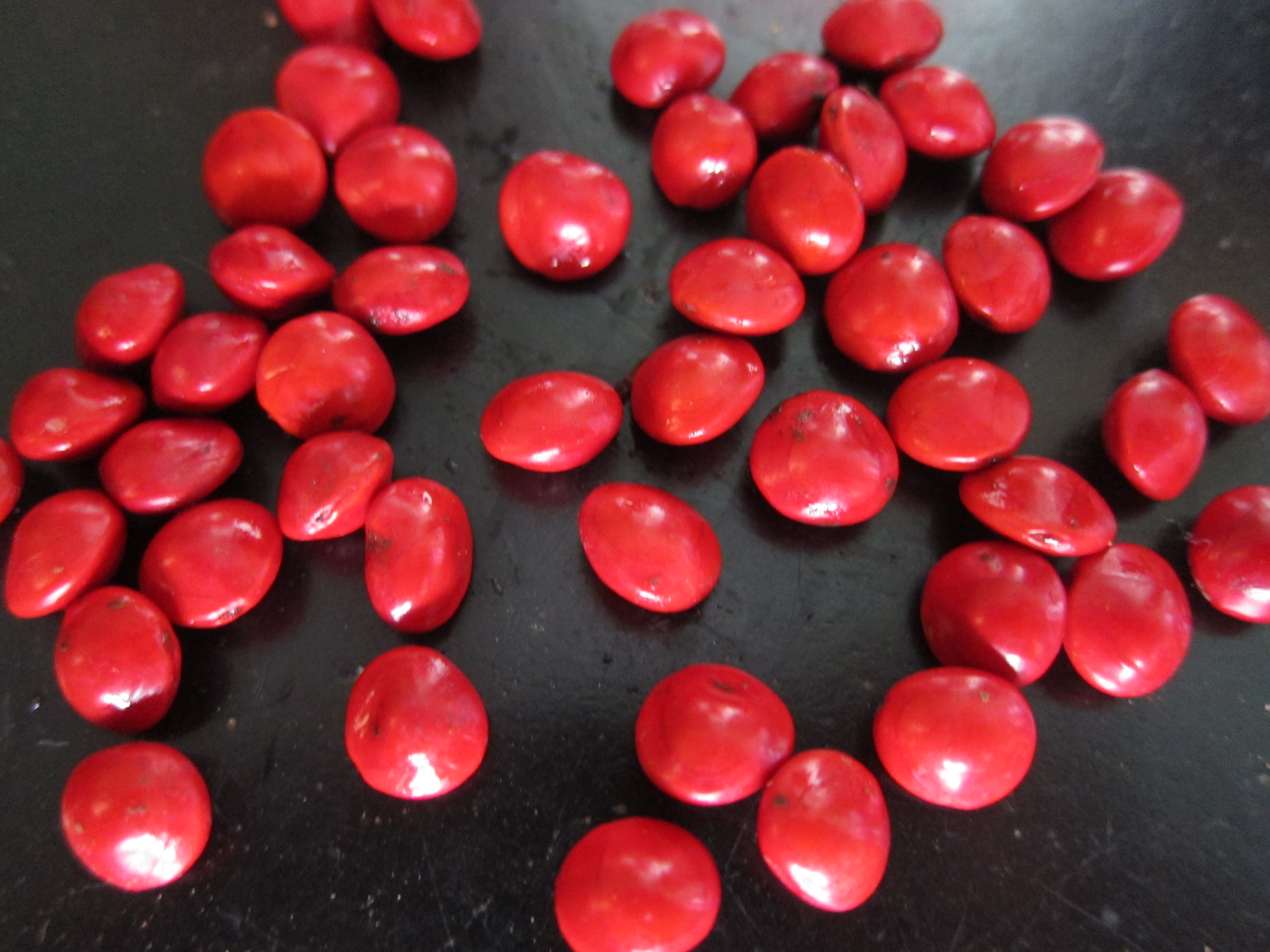
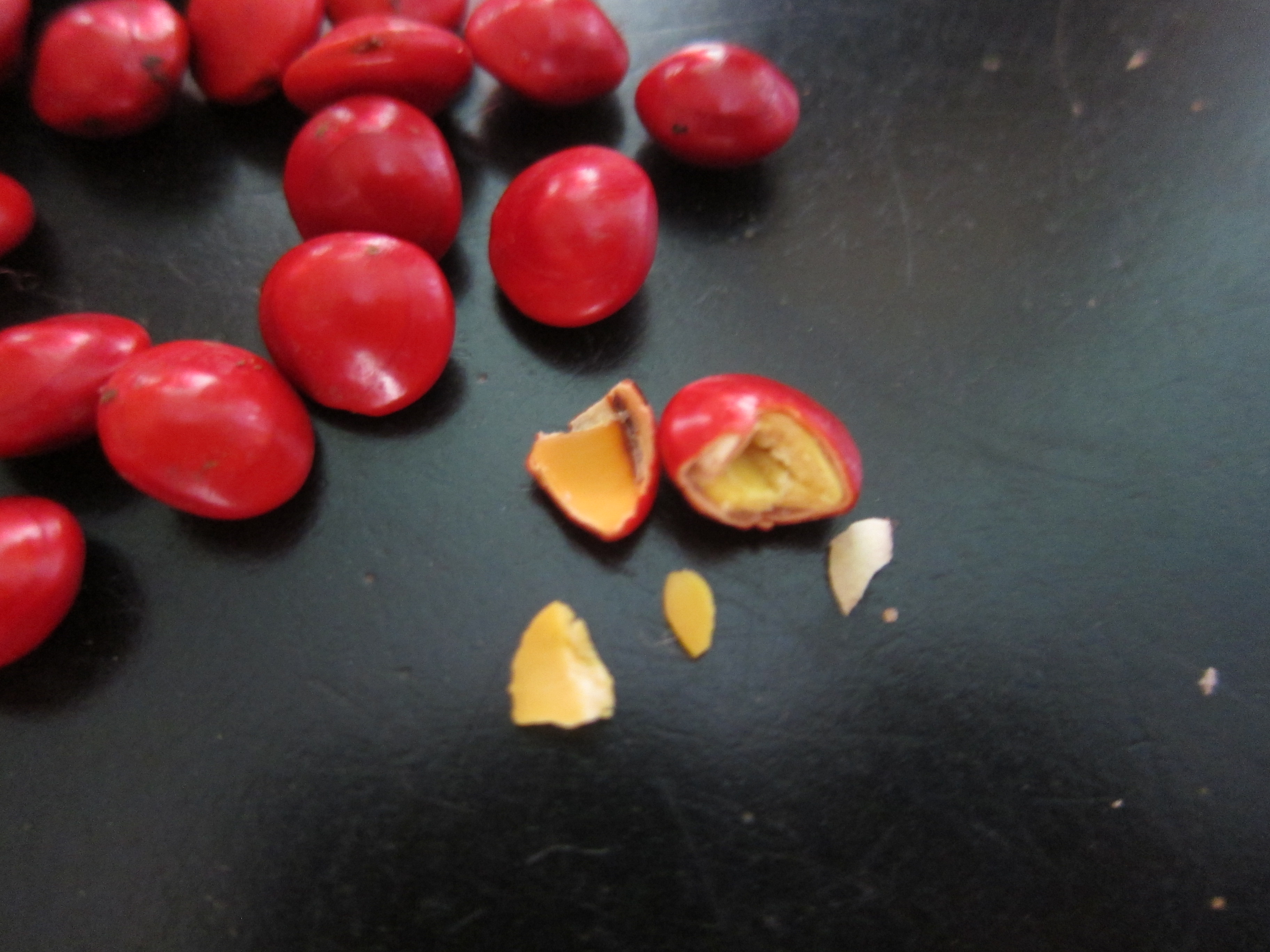
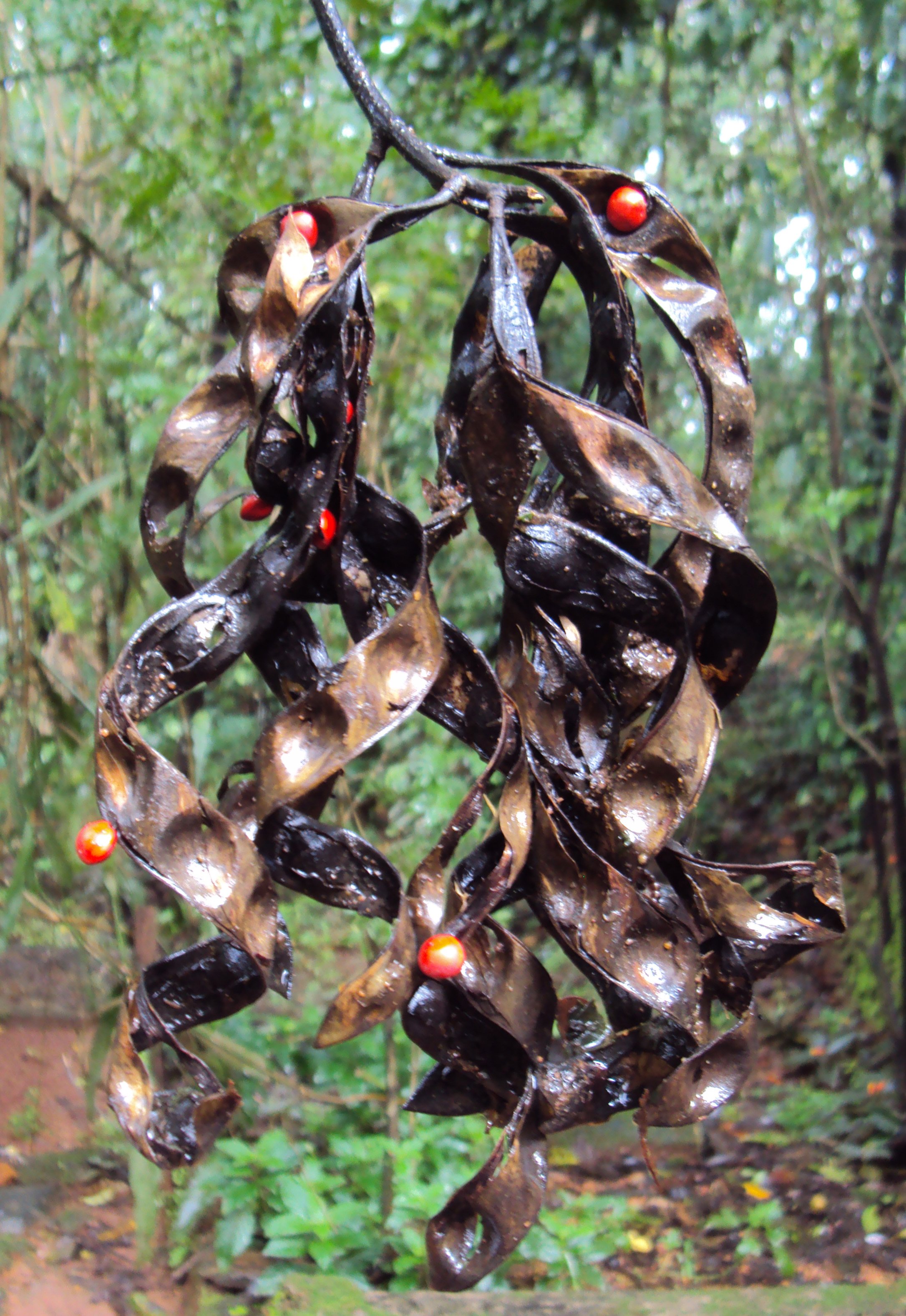